# Jason Pinkston
Jason R. Pinkston (* 5. September 1987 in Pittsburgh, Pennsylvania) ist ein ehemaliger US-amerikanischer American-Football-Spieler auf der Position des Guards. Er spielte in seiner dreijährigen Profikarriere zwischen 2011 und 2013 für die Cleveland Browns in der National Football League (NFL).

## Frühe Jahre
Pinkston ging in seiner Geburtsstadt Pittsburgh auf die High School. Später besuchte er die University of Pittsburgh, wo er auch für das College-Football-Team spielte.

## NFL
Pinkston wurde im NFL-Draft 2011 in der fünften Runde als 150. Spieler von den Cleveland Browns ausgewählt. In seiner ersten Saison startete er in allen 16 Saisonspielen als linker Guard für die Browns, nach einer Verletzung des eigentlichen linken Guards Eric Steinbach. Auch in seinem zweiten Jahr ging er als Starter in die Saison. Nach sechs Spielen wurde Pinkston allerdings auf die Verletztenliste der Browns gesetzt, nachdem bei ihm ein Blutgerinnsel in der Lunge gefunden wurde. 2013 brachte er es nur auf drei Spiele. Noch vor der Saison 2014, am 5. August, unterzeichnete er eine gesundheitsbedingte Vertragsaufhebung mit den Browns, nachdem bei ihm ein weiteres Blutgerinnsel in der Lunge entdeckt wurde.

## Persönliches
Jason Pinkston ist der Cousin von Todd Pinkston, einem ehemaligen Wide Receiver in der National Football League (u. a. Philadelphia Eagles).